# Sigrid Avrillier
Sigrid Avrillier, née le 2 octobre 1948 à Macenta en Guinée, est physicienne mais aussi peintre et sculptrice française. Professeure émérite à l'université Paris 13, elle est membre de l'Académie des technologies depuis 2007. Ses travaux scientifiques lui ont valu la médaille d'argent du CNRS en 1999. En 2010 elle devient chevalière de la Légion d'Honneur et en 2015, elle a été promue officière de l'Ordre national du Mérite, distinctions qui récompensent ses services éminents dans les domaines scientifique et culturel.

## Biographie
Fille d'instituteurs, Sigrid Avrillier ou de son nom de naissance Sigrid Marie Christine Brunswick, naît le 2 octobre 1948 à Macenta, en Guinée. Alors qu'elle est en terminale à Abidjan en Côte d'Ivoire, une professeure de mathématiques décèle son potentiel pour les sciences et convainc ses parents de l'orienter vers des classes préparatoires. Après avoir étudié au lycée Janson-de-Sailly, où elle est remarquée par sa professeure de physique, elle intègre l'École normale supérieure de Fontenay-aux-Rosesen 1967.
Elle y obtient une maîtrise en physique (1969), une maîtrise en mathématiques (1970), le diplôme d'études approfondies en biophysique (1970) et une licence de physiologie (1971). Nommée professeure agrégé de physique en 1971, elle est détachée à l’Université Paris XIII, comme assistante d'enseignement et de recherche, et s'initie à la recherche au Laboratoire d'Ingénierie des Matériaux et des Hautes Pressions (LIMHP) de Meudon-Bellevue (unité propre du CNRS (UPR 1311)).
Après avoir soutenu sa thèse de troisième cycle en 1973, elle intègre le Laboratoire de Physique des Lasers (LPL) (Unité Mixte de Recherche du CNRS (UMR 7538) et de L'Université  Paris 13). Elle y effectue, sous la direction de Christian Bordé, des recherches sur la spectroscopie infrarouge à très haute résolution et obtient, en 1978, un doctorat d'État en physique.
Nommée professeure de physique à l'Université Paris XIII à l'âge de 35 ans (en 1983), elle assure la présidence du département de physique de l'Université PARIS XIII de Septembre 1983 à septembre 1987.
Sa formation multidisciplinaire (Maths, Physique, Biophysique) lui permet de créer en 1986, au  LPL, son propre groupe de recherche en Optique biomédicale ayant pour objectif de développer, en collaboration avec diverses équipes hospitalières, de nouvelles applications des lasers en médecine et d'approfondir les problèmes de physique fondamentale rencontrés dans cette discipline. Ses travaux de recherche se fondent  sur l'étude de l’interaction matière-rayonnement et en particulier sur  l'étude de la propagation des faisceaux lumineux dans les milieux diffusants inhomogènes tels que les tissus biologiques.
La propagation de la lumière (laser) est influencée par la nature du tissu biologique, sain ou malade, qu'elle traverse. Les recherches du groupe de travail de Sigrid Avrillier portant sur la mesure des caractéristiques optiques des tissus (coefficient d'absorption, diffusion ou fluorescence) permettent ainsi d’obtenir des renseignements sur l'activité métabolique, la structure fine à l'échelle de la cellule et la morphologie des organes analysés.
Entre 1992 et 2011, Sigrid Avrillier dirige 9 thèses de doctorat en physique et 5 thèses de sciences médicales ou de physiologie. Elle signe 106 articles publiés dans des revues de niveau international et 156 communications dans des congrès. Pour faire connaître et encourager la recherche sur le diagnostic optique en médecine, elle organise et préside en 1995 en 1997, 2000, 2002, 2004, 2007, 2009 les premiers congrès nationaux (OPTDIAG) sur ce domaine et participe à l’élaboration de sessions spéciales dans les grands colloques internationaux de physique (CLEO, EGAS, SPIE …)
Elle est experte scientifique à Bruxelles en 2006, experte scientifique à Washington pour le National Institutes of Health en 2007 et membre du conseil académique à l’Académie des Technologies de 2008 à 2010.
En 2014, elle devient professeure émérite à l’université Paris 13.
En parallèle de ses activités scientifiques, elle mène une carrière de peintre et de sculptrice sur pierre. Elle est aussi copiste au Musée du Louvre, principalement d'œuvres du 17e siècle, et a écrit plusieurs ouvrages sur la peinture du 16e et 17e siècle.

## Travaux et récompenses dans le domaine des sciences
Les travaux de Sigrid Avrillier et du groupe de recherche qu'elle a fondé au Laboratoire de Physique des Lasers ont joué un rôle crucial dans le développement du diagnostic médical par laser en France.
Leurs recherches initiales se sont concentrées sur l'action thérapeutique utilisant la destruction hyper localisée de tissus par photoablation UV avec des applications en cardiologie et en neurochirurgie. Elles ont été menées en collaboration avec l'hôpital militaire du Val de Grâce, où un laboratoire spécifique a été établi pour ces travaux. En 1992  Sigrid Avrillier se voit attribuer la  médaille d'honneur du Service de Santé des Armées (bronze).
Par la suite, son équipe s'est orientée, en collaboration étroite avec des professionnels de santé, vers la mesure de l'oxygénation des tissus par  rétrodiffusion de la lumière infrarouge et vers l'application de la fluorescence pour le diagnostic précoce de cancers.
Les principaux thèmes  que Sigrid Avrillier a explorés avec son groupe de recherche dans ces domaines sont :
- La mesure non invasive de l'oxygénation du muscle squelettique par spectroscopie de réflectance infrarouge.
- La détermination de la structure des tissus par la résolution temporelle de la réflectance et l'application à la détection du rejet des organes greffés.
- La détection précoce de cancers de la vessieet la reconnaissance de tissus cérébraux pathologiques, en bout de fibre optique, par spectroscopie de fluorescence.
Elle obtient, pour ces travaux, la médaille d'argent du CNRS en 1999.
En 2003, son équipe et elle-même travaillent également sur le développement d'un nouveau type d'endoscope, en collaboration avec Thales, pour améliorer la détection précoce des cancers de la vessie par fluorescence.
En tant que membre de l'Académie des technologies française, Sigrid Avrillier a été distinguée pour son impact significatif dans les domaines scientifique et technologique. Son expertise et ses contributions ont été reconnues à travers plusieurs prix et distinctions. En 2010 elle devient chevalière de la Légion d'Honneur et le 20 novembre 2015, elle a été promue officière de l'Ordre national du Mérite.

## Travaux dans le domaine des arts
Sigrid Avrillier est également connue pour son travail en tant que sculptrice sur pierre et peintre. Elle est notamment copiste au musée du Louvre, et a écrit de nombreux ouvrages dans le domaine de l'histoire de l'art. Dans un interview de 2011, elle dit rêver, tout en doutant toutefois de pouvoir concrétiser ce projet, de réaliser un film sur les femmes Prix Nobel. Elle dit aussi toujours fonctionner sur des passions. Elle dit ainsi : « Oui, je fonctionne sur des passions, toujours. Ça me fait aller très loin. [...] Quand j'ai une lubie, je vais jusqu'au bout de ma lubie. ».

### Sculpture sur pierre
Elle commence la sculpture sur pierre au début des années 1990 et apprend la technique de la taille directe dans l'atelier de Ghislaine Vernaujoux, à Paris. Elle reçoit régulièrement des conseils de René Coutelle. Fin des années 1990, elle crée son propre atelier dans une ferme isolée du Perche. Elle va chercher et sélectionner elle-même dans différentes carrières les minéraux qu'elle sculpte ensuite.

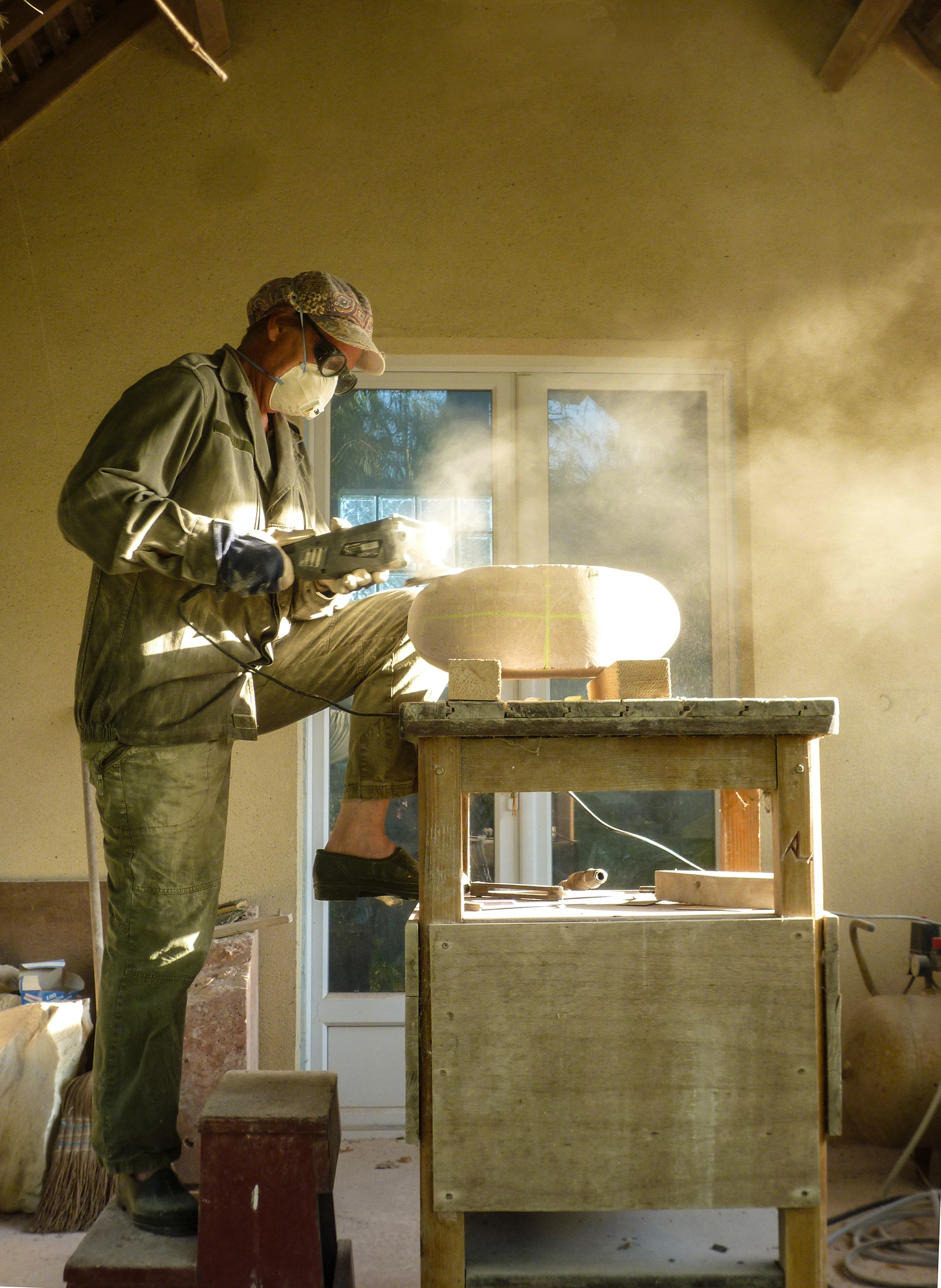
Sigrid Avrillier travaillant dans son atelier situé dans le Perche (2011)

En 1995 elle rencontre pour la première fois Antoine Poncet, sculpteur et membre de l'Académie des beaux-arts, avec lequel elle échange à plusieurs reprises des réflexions sur « le dialogue magique avec la matière » et la façon dont la lumière pénètre et magnifie la pierre. Antoine Poncet écrira en 2019 : « Sigrid Avrillier ne cherche pas simplement à concevoir la matière des choses, elle en éprouve la fluidité et l’épaisseur, la rugosité et le lustre. Pour s’en convaincre, il suffit de l’entendre parler de la taille de la pierre, de la casse du marbre noir de Belgique, de l’opalescence de l’albâtre blanc des Charentes, des inclusions qui marquent le marbre du Portugal ou de la diffraction de la lumière dans l’onyx. Tout commence là, dans cette expérience sensible qu’est la manipulation de la matière.»

En 2018, Sigrid Avrillier ouvre sa propre galerie d'art à Paris, dans le quatorzième arrondissement. Elle y expose ses sculptures et donne l'opportunité à d'autres artistes d'exposer leur travail.
En 2019, Silvia Brundisini publie un livre intitulé Sigrid Avrillier : sculptures, pierres et lumière, consacré au cheminement artistique et aux œuvres de Sigrid Avrillier. L'ouvrage donne à voir, par 114 photographies, un large éventail des sculptures de l'artiste.

### Peinture
Pour l'écriture de ses ouvrages sur la peinture, Sigrid Avrillier met à profit ses compétences de copiste et de chercheuse. Après avoir peint la copie au Louvre du tableau la Vue d'un port de mer, effet de brume, de Claude Gelée, alias Claude Lorrain, Sigrid Avrillier s'intéresse aux travaux du peintre et sa biographie. De ce vif intérêt naît en 2014  Claude Lorrain, De l'infiniment grand à l'infiniment petit, premier ouvrage de Sigrid Avrillier se concentrant sur le parcours et l'œuvre d'un artiste. Sur ce même schéma, c'est-à-dire  à partie d'une copie au musée du Louvre, elle publie en 2015, un ouvrage sur les œuvres et la vie de Pontormo. Puis en 2017, un livre sur la vie et l'oeuvre de Pierre Paul Rubens et enfin en  2024 un ouvrage sur Corrège,. Dans ce dernier livre, Corrège, ou l'espérance de l'âge d'or, le point de départ est la peinture du Corrège intitulée Le Mariage mystique de sainte Catherine d'Alexandrie en présence de saint Sébastien qu'elle a également copiée au musée du Louvre.

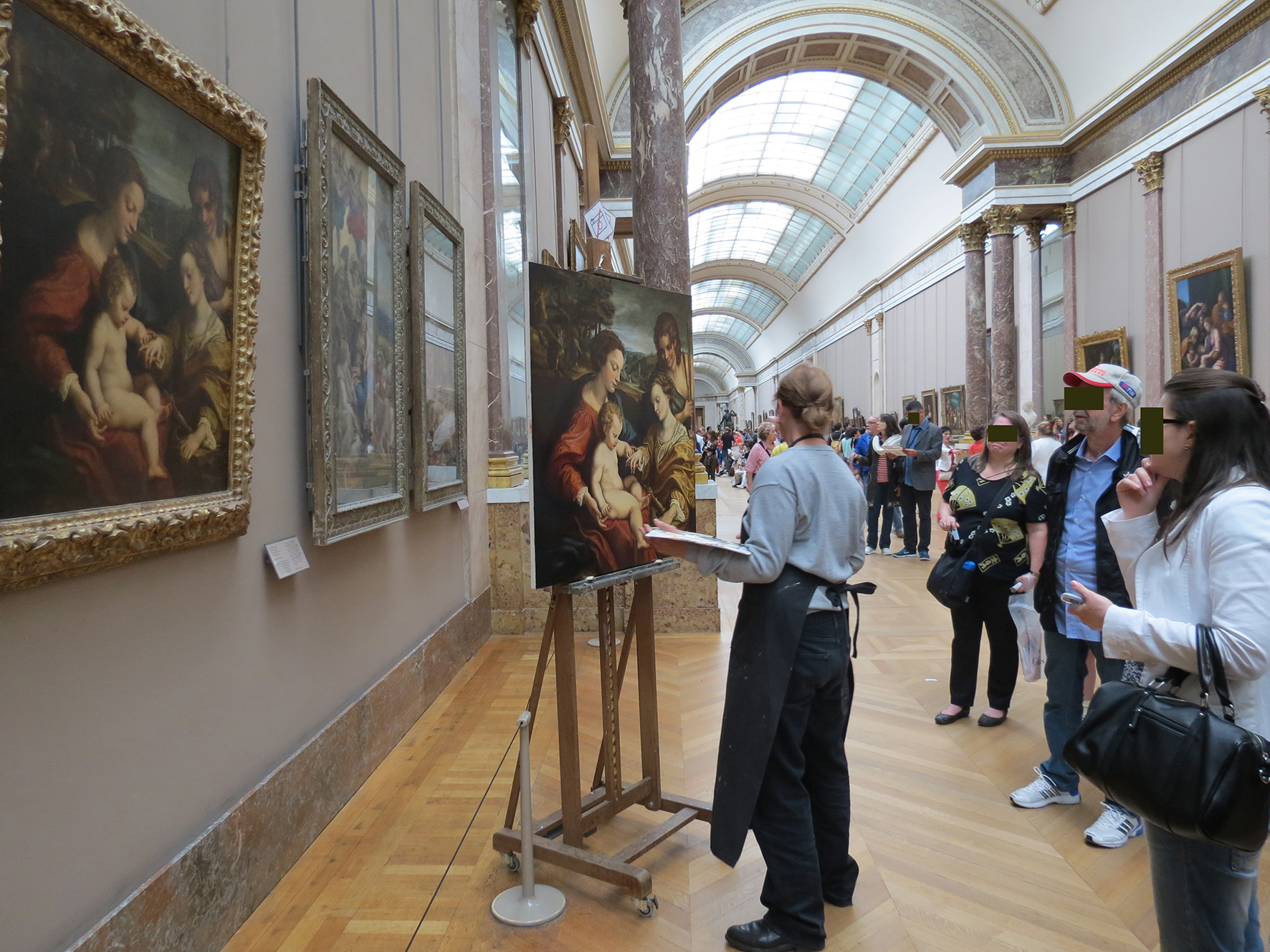
Sigrid Avrillier Copiant un tableau de Corrège dans la Grande galerie du musée du Louvre

## Publications

### Thèses en physique
- Sigrid Avrillier, Contribution à l'étude des bandes d'absorption de HCl et de HBr solides à 77 K et à 4,2 K dans la région de la première harmonique de vibration interne (thèse de troisième cycle en sciences physiques), Université Paris 6, 1973 (présentation en ligne)
- Sigrid Avrillier, Spectroscopie de saturation de (32)SF(6) avec un laser guide d'ondes à CO(2) : Étude théorique de l'effet des collisions élastiques en spectroscopie de saturation (thèse de doctorat en physique), Université Paris 13, 1978 (présentation en ligne)

### Ouvrages dans le domaine de l'art
- Sigrid Avrillier, Claude Lorrain. De l'infiniment grand à l'infiniment petit, Paris, Macenta, 2014, 64 p.  (ISBN 978-2-9547083-0-0)
- Sigrid Avrillier, Un portrait de Pontormo. Peintre florentin du XVIe siècle, Paris, Macenta, 2015, 112 p.  (ISBN 978-2-9547083-1-7)
- Sigrid Avrillier, Les Grâces de Rubens, Paris, Macenta, 2017, 162 p.  (ISBN 978-2-9547083-6-2)
- Sigrid Avrillier, Corrège Ou l'Espérance de l'âge d'or, Paris, Macenta, 2024, 124 p.  (ISBN 978-2-490222-09-4)

## Distinctions
- Chevalière de la Légion d'honneur (2010[14])
- Officière de l'ordre national du Mérite (20 novembre 2015[14])
- Médaille d'argent du CNRS (1999[15])
- Médaille de bronze du service de santé des armées (1992)